# ヘルマン・モーガン記号
ヘルマン・モーガン記号（英語: Hermann–Mauguin notation）、または国際記号（英語: international notation）とは、結晶の点群や空間群、それらに含まれる対称要素の記述に用いられる記号である。ドイツの結晶学者カール・ヘルマンとフランスの鉱物学者シャルル＝ヴィクトル・モーガンの名前に因んで名付けられた。

## 点群の表記方法
点群の対象要素は次のように表される。
- 回転軸はその次数に応じて{\displaystyle 1,2,3,4,6}と表す。
- 回反軸はその次数に応じて{\displaystyle {\bar {1}},{\bar {3}},{\bar {4}},{\bar {6}}}と表す。{\displaystyle {\bar {1}}}は「対称心」と呼ばれる。
- 回反軸{\displaystyle {\bar {2}}}は鏡映面になるので{\displaystyle m}と表される。

さらに上記の対称要素のうちのただ1つから生成される点群にもその生成元と同一の記号が用いられる
複数の対称要素の組み合わせにより生成される点群の記述は、生成元となった対称要素を列記して行うのが基本ルールであるが、分かりやすくするために生成元以外の対称要素を付け加える場合がある。
- 回転軸nに対し垂直な鏡映面mがある場合はn/mと表す。
- 回転軸nを含む鏡映面mがある場合はnmと表す。

また主軸となる回転軸を第一項に記し、これに直行する副軸を第二項に記す。これら2本の回転軸により生成される対称軸が新たな類をつくるなら、これを第三項に記す。

### 点群222の例
第一項はc軸方向の2回軸、第二項はａ軸方向の2回軸、第三項はこれらから生成されたｂ軸方向の2回軸である。

### 点群422の例
第一項はｃ軸方向の主軸、第二項はａ軸方向の2回軸、第三項はこれらから生成された[110]方向に生じた2回軸である。

### 点群32の例
ｃ軸方向の主軸とこれに直行する副軸としての2回軸が示されているが、これらから生成される3本の2回軸は全て複軸と同一の類に属するので第三項は記入しない。

### 点群4/m 2/m 2/mの例
各回転軸に垂直な鏡映面が存在することが示されている。この点群は簡単に4/mmと書かれることが多い。

## 空間群
立方晶系の点群の表示では、第一項と第二項の対称要素は互いに直交していないことに注意する必要がある。空間群の記述では、空間格子の型を点群記号の前に表示する。
また空間群では、点群要素中の回転軸や鏡映面をらせん軸や映進面に拡張したものも現れる。

### 空間群P21/cの例
空間群P21/cは「P格子を持ち２回らせん軸とそれに垂直なｃ映進面が存在する」ということを表している。